# Другі Хоршеваші
Дру́гі Хоршева́ші (рос. Вторые Хоршеваши, чув. Иккĕмĕш Хурашаш) — присілок у Чувашії Російської Федерації, у складі Хозанкінського сільського поселення Красночетайського району.
Населення — 265 осіб (2010; 345 в 2002, 463 в 1979, 705 в 1939).
Національний склад (2002):
- чуваші — 99 %

## Історія
До 1926 року існували окремо присілки Лотрабагишево, Сурна, Нова та Ярандайкіно. Історична назва — Лутра-Пакаш (до 1940-их років). Селяни займались землеробством, тваринництвом. 1929 року створено колгосп «Канаш». До 1920 року присілок входив до складу Атаєвської волості Курмиського повіту, до 1927 року — до складу Ядринського повіту. З переходом на райони 1927 року — спочатку у складі Красночетайського, у період 1962–1965 років — у складі Шумерлинського, після чого знову переданийдо складу Красночетайського району.

## Господарство
У присілку діють фельдшерсько-акушерський пункт, клуб та 3 магазини.